# Piacenza Calcio 1919
Piacenza Calcio 1919 er en fodboldklub fra byen Piacenza i regionen Emilia-Romagna i Italien. Klubben har haft forskellige navne, men kaldes normalt bare Piacenza. Klubbens farver er rød og hvid, og hjemmekampene spilles på Stadio Leonardo Garilli.

## Historie
Piacenza blev grundlagt som Piacenza Football Club i 1919. Frem til 1990'erne tilbragte klubben langt de fleste sæsoner i den tredjebedste række afbrudt af enkelte ophold i både Serie B og i de lavere regionale rækker. Den lange periode var dog ikke uden drama. I 1956 blev Piacenza eksempelvis tvangsnedrykket fra Serie C, da bundholdet Piombinos målmand afslørede, at han var blevet tilbudt en million lire for at medvirke til, at Piacenza vandt holdenes indbyrdes kamp. Ironisk nok blev Piacenzas angriber Gastone Bean sæsonens topscorer i Serie C. Han skulle siden få en fin karriere i Serie A med Milan, Genoa og Napoli samt fire kampe på det italienske landshold.
1990'erne er Piacenzas hidtil klart bedste årti på resultatfronten. Den første oprykning til Serie A kom i 1993 under ledelse af Luigi Cagni, og det lykkedes at blive i den bedste række gennem det meste af det efterfølgende årti. Spillere som Gianpietro Piovani og Francesco Turrini var med i de første år i den bedste række. Forsvarsveteranen Pietro Vierchowod kom til i 1997 og spillede sine tre sidste sæsoner på Stadio Leonardo Garilli, inden han trak sig tilbage som 41-årig. Han nåede at spille på hold med den senere toptræner Simone Inzaghi og klubbens eget ungdomsprodukt, den kommende verdensmester Alberto Gilardino. Også Alessandro Lucarelli, der siden skulle blive talisman hos naboerne i Parma, brød igennem fra Piacenzas ungdomsafdeling. En uventet triumf kom i 2002, da den aldrende angriber Dario Hübner blev topscorer i Serie A.
I 2012 gik det galt for Piacenza, da klubben efter en år med forværrede resultater, gik konkurs. Den oprindelige klub lukkede, mens det lokale amatørhold A.C.D. LibertaSpes blev omdøbt til Società Sportiva Dilettantistica Lupa Piacenza og fik ret til at føre arven fra Piacenza Foot-Ball Club videre. Ordet Lupa i det nye navn henviste til ulven i Piacenzas logo. Siden tog man det fulde skridt og tog navnet Piacenza Calcio 1919. Klubben rykkede atter ud af amatørrækkerne og op i Serie C.
I Serie C kom Piacenza Calcio i sæsonen 2016/17 for første gang til at spille professionel fodbold mod bysbørnene i A.S. Pro Piacenza 1919 - en sammenlægning af et par mindre klubber, der havde fået retten til at føre den gamle amatørklub Pro Piacenzas arv videre. Begge klubber havde hjemme på Stadio Leonardo Garilli, hvor Piacenza Calcio vandt begge sæsonens lokalopgør. Det er dog kun blevet til foreløbig tre sæsoner med den slags i Piacenza. Pro Piacenza gik nemlig konkurs i 2019.

## Farver og logo
Piacenza Calcio har taget sine rød og hvide farver fra byens traditionelle våbenskjold. Ulven, der i århundreder har været et symbol for byen, er også blevet adopteret af fodboldklubben.

## Stadion
I Piacenzas allerførste sæson spillede man på Porta Cavallotti. Året efter, i 1920, flyttede man til Stadio Communale. Hvis man er interesseret i at se, hvor Stadio Communale lå, så skal man ud til den indre ringvej Via IV Novembre, der går på ydersiden af den byens vold. Ved nr .120, over for ruinerne af den gamle bymyr, lå stadion, hvor der i dag ligger der et moderne kompleks, bl.a med en bygning på søjler, der er en del af det tekniske uddannelsescenter Istituto d'Istruzione Superiore Marconi Da Vinci.
I 1969 flyttede Piacenza sine hjemmekampe til Stadio Leonardo Garilli i byens sydlige udkant. Det er et blandet atletik- og fodboldstadion, som det ofte ses i Italien. Det nye stadio blev i forbindelse med Piacenzas oprykning til Serie A i 1993 udbygget, så der blev plads til de nuværende 21,668 tilskuere. Frem til 1997 hed det Stadio Communale ligesom det gamle, men det blev ofte kaldt Galleana efter området, hvor det ligger, ligesom det kendes fra San Siro i Milano og Marassi i Genova.
I 1997 blev stadion opkaldt efter Leonardo Garilli, der var præsident for Piacenza fra 1983 og frem til sin død i 1996. Han var stærkt medvirkende til at bringe klubben fra Serie C til Serie A.
Piacenza Calcio har i perioder delt både Stadio Communale og Stadio Leonardo Garilli med Pro Piacenza.

## Kendte Spillere gennem tiden
- Gastone Bean
- Alberto Gilardino
- Giuseppe Cella
- Pietro Vierchowod
- Simone Inzaghi
- Gianpietro Piovani
- Dario Hübner
- Francesco Turrini
- Matuzalém
- Armando Madonna
- Eusebio Di Francesco
- Rino Gritti
- Massimo Taibi
- Hugo Campagnaro